# União Democrática Federal da Suíça
A União Democrática Federal da Suíça (em alemão: Eidgenössisch-Demokratische Union, EDU; em francês: Union Démocratique Fédérale, UDF; em italiano: Unione Democratica Federale; em romanche: Uniun Democrata Federala) é um partido político suíço de orientação direitista, fundado em 1 de novembro de 1975. Caracteriza-se por sua ideologia nacional-conservadora, direita cristã e conservadora social, com uma base fortemente influenciada pelo protestantismo fundamentalista. O partido posiciona-se como defensor de "valores bíblicos" na política e é conhecido por sua postura eurocética, rejeitando a integração com a União Europeia (UE), as Nações Unidas (ONU) e a OTAN, enquanto advoga pela neutralidade permanente da Suíça.
Originado como uma dissidência do Movimento Republicano e da Ação Nacional, o partido inicialmente combinava elementos de nacionalismo revolucionário e solidarismo. A partir da década de 1980, passou por uma reorientação ideológica, adotando uma linha mais conservadora e religiosa, com foco em questões como a oposição ao casamento entre pessoas do mesmo sexo, ao aborto e à imigração irrestrita. Atualmente, a EDU mantém uma presença limitada no cenário político nacional, contando com dois assentos no Conselho Nacional da Suíça desde as eleições federais de 22 de outubro de 2023.

## História
A União Democrática Federal da Suíça foi estabelecida em 1 de novembro de 1975, em resposta à insatisfação de membros do Movimento Republicano e da Ação Nacional com a direção desses grupos. Nos seus primeiros anos, o partido adotou uma plataforma que mesclava nacionalismo revolucionário com ideias de solidarismo, posicionando-se contra o capitalismo e o comunismo. Durante a década de 1980, sob a influência de lideranças religiosas, a EDU redefiniu sua identidade, alinhando-se ao cristianismo fundamentalista e promovendo políticas baseadas em princípios bíblicos.
O partido ganhou notoriedade por seu apoio a iniciativas populares conservadoras, como a proibição da construção de minaretes em 2009, aprovada por referendo com 57,5% dos votos, e a iniciativa "Contra a imigração em massa" em 2014, que também obteve sucesso nas urnas. Essas campanhas consolidaram sua reputação como uma força política de nicho, mas influente em debates sobre identidade nacional e valores tradicionais.

## Ideologia
A EDU é classificada como um partido de direita, com uma plataforma que abrange os seguintes princípios:
- Nacional-conservadorismo: Defesa da soberania suíça e da preservação da identidade cultural nacional.
- Direita cristã: Promoção de valores cristãos fundamentados na Bíblia, com oposição a políticas como o casamento homossexual e o aborto.
- Populismo de direita: Crítica às elites políticas e apoio a iniciativas populares de cunho conservador.
- Conservadorismo social: Ênfase em políticas familiares tradicionais e resistência a mudanças sociais progressistas.
- Euroceticismo: Rejeição à integração com a União Europeia e outras organizações supranacionais, embora favoreça acordos bilaterais com a UE.[3]

Em questões ambientais, o partido minimiza a prioridade da mudança climática, focando no consumo excessivo de recursos como problema central e defendendo impostos temporários sobre combustíveis fósseis como medida paliativa.

## Estrutura e Liderança
A liderança da EDU é exercida por Daniel Frischknecht, que assumiu a presidência em 2020 e foi reeleito em abril de 2024. O vice-presidente é Thomas Lamprecht, enquanto Andreas Gafner representa o partido no Conselho Nacional da Suíça, eleito pelo cantão de Berna. A sede está localizada em Frutigenstrasse 8, 3601 Thun, no cantão de Berna. O partido publica o jornal EDU-Standpunkt na Suíça de língua alemã, com uma tiragem de 24.500 exemplares, e o EDU Impulsion na Romandia, com 4.000 exemplares.

## Representação Política
Nas eleições federais de 22 de outubro de 2023, a EDU conquistou dois assentos no Conselho Nacional da Suíça, obtendo 31.513 votos, equivalentes a 1,2% do total nacional. Não possui representação no Conselho dos Estados nem no Conselho Federal. Em nível cantonal, detém 21 assentos em assembleias legislativas, distribuídos em cinco cantões de língua alemã, mas não há registros de participação em executivos cantonais ou comunais.

### Desempenho Eleitoral
Os dados eleitorais da EDU são compilados a partir de registros oficiais do governo suíço e fontes independentes. A tabela a seguir apresenta o desempenho do partido nas eleições federais desde sua fundação:
| Ano  | Votos  | % do Voto Total | Assentos (Conselho Nacional) | Assentos (Conselho dos Estados) | Observações                                    |
| ---- | ------ | --------------- | ---------------------------- | ------------------------------- | ---------------------------------------------- |
| 1975 | 6.717  | 0,3%            | 0                            | 0                               | Fundação do partido, sem representação inicial |
| 1979 | 4.626  | 0,3%            | 0                            | 0                               | Redução no número de votos                     |
| 1983 | 7.590  | 0,4%            | 0                            | 0                               | Crescimento modesto, sem assentos              |
| 1987 | 17.830 | 0,9%            | 0                            | 0                               | Aumento significativo de votos                 |
| 1991 | 20.395 | 1,0%            | 1                            | 0                               | Primeira eleição de um representante           |
| 1995 | 24.795 | 1,3%            | 1                            | 0                               | Consolidação da presença parlamentar           |
| 1999 | 24.355 | 1,2%            | 1                            | 0                               | Manutenção do assento                          |
| 2003 | 26.590 | 1,3%            | 2                            | 0                               | Maior representação até então                  |
| 2007 | 29.548 | 1,3%            | 1                            | 0                               | Redução para um assento                        |
| 2011 | 31.056 | 1,3%            | 0                            | 0                               | Perda de representação nacional                |
| 2015 | 29.701 | 1,2%            | 0                            | 0                               | Sem assentos conquistados                      |
| 2019 | 25.434 | 1,05%           | 1                            | 0                               | Retorno ao Conselho Nacional                   |
| 2023 | 31.513 | 1,2%            | 2                            | 0                               | Recuperação com dois assentos                  |